# Ijeván
Ijeván (en armenio: Իջևան) es una ciudad (villa hasta 1961) en Armenia, capital de la región de Tavush. Está ubicada en la parte norte de la región, a los pies de la cadena montañosa del mismo nombre y la cadena montañosa de Nal'teket, a ambos lados del río Agstev, y es la ciudad más poblada de la zona, con 15 620 habitantes.
En la ciudad hay fábricas de vino, plantas de maquinaria y fábricas de concreto. Posee además una pequeña subsede de la Universidad Estatal de Ereván.

## Historia
Las tumbas de cámara halladas en el centro del actual Ijevan, cerca del hospital, así como un cementerio de finales de la Edad de Bronce, situado en la margen izquierda del río Aghstev, dan testimonio de la ocupación temprana del sitio.
Históricamente, la zona del actual Ijevan formaba parte de las antiguas Utik y Gugark, las provincias 12 y 13 de la Gran Armenia, respectivamente. Separada por el río Aghstev, la mitad oriental de Ijevan pertenecía al cantón de Tuchkatak, del histórico Utik, mientras que la mitad occidental pertenecía al cantón de Dzorapor, del histórico Gugark.
La tradición sostiene que hace unos 2000 años, el rey Artavazd I construyó una ciudad en el lugar de la actual Ijeván. Reunió sólo a las chicas guapas y los chicos guapos de toda Armenia, y él mismo se casó con una de ellas y se estableció en la ciudad. Por lo tanto, los actuales habitantes de Ijeván son los descendientes de aquella generación de gente hermosa.
Ubicada en una ruta comercial vital entre el Levante y el Cáucaso septentrional, la región del actual Ijevan albergó numerosas casas de descanso y caravasares durante la Edad Media, que funcionaban como lugares de descanso para los comerciantes de paso y sus caravanas, principalmente en la carretera de Tiflis a Dvin. Los restos de un caravasar medieval se alzan a orillas del río Aghstev, en un sitio llamado Hamam-Jala.
Bajo el dominio persa, que había tomado el control de los territorios de Armenia Oriental desde 1501-1502, se fundó la aldea de Karavansara en la década de 1780. Los territorios de las actuales Lori y Tavush, junto con la vecina Georgia, pasaron a formar parte del Imperio ruso entre 1800 y 1801 (véase Armenia rusa). Estos territorios se convirtieron en una región oficial de Rusia en virtud del Tratado de Gulistán, firmado entre la Rusia Imperial y la Persia kayar en octubre de 1813, tras la Guerra Ruso-Persa de 1804-1813.
Durante el gobierno de Pablo I de Rusia, aproximadamente 6000 familias armenias de Karabaj pasaron el valle del río Aghstev y ocuparon la región en torno a Karavansarái. 
En 1919, durante la República Democrática de Armenia, el nombre de la población de Karavansarái se transformó en Ijeván.
El 29 de noviembre de 1920, Ijeván fue la primera ciudad armenia invadida por el Ejército Rojo desde el norte.
El primer plan importante de la ciudad se adoptó en 1948, revisado posteriormente en 1967. En 1951, se inauguró la fábrica de vino y brandy de Ijevan, seguida de la fábrica de alfombras y tapices, entre 1959 y 1965. Con el desarrollo gradual del sector industrial, Ijevan obtuvo el estatus de ciudad en 1961. En 1970, se convirtió en una ciudad bajo la jurisdicción republicana de la República Socialista Soviética de Armenia. Tras la independencia de Armenia en 1991, Ijevan se convirtió en el centro provincial de la recién fundada provincia de Tavush, tras las reformas administrativas de 1995.

## Geografía y clima
Ijeván ocupa el valle del río Aghstev a una altitud de 755 metros sobre el nivel del mar, la ciudad está rodeada de altas montañas cubiertas de espesos bosques, convirtiéndose en prados alpinos en ciertas áreas. La temperatura media del año es de 10,6 °C, en enero de 0 °C, mientras que en julio de 21,3 °C. La temperatura máxima registrada nunca en Ijeván es 37 °C y la mínima -23 °C. La precipitación anual es de 562 mm. En la entrada del pueblo hay un pequeño lago llamado "Spitak".

## Economía
Durante el régimen soviético, la ciudad había sido testigo de un notable progreso industrial, especialmente en los ámbitos de la fabricación de alfombras y madera. La fábrica de alfombras de Ijeván fue la más grande en el Cáucaso y la tercera en la Unión Soviética. Desafortunadamente, después del colapso del imperio soviético y la crisis económica de Armenia, la mayoría de las empresas quebraron y cerraron.
Hoy en día, hay pequeñas fábricas de procesamiento de alimentos y  plantas de maquinaria en la ciudad. Pero la empresa más importante es la fábrica "Ijeván Vino" que se encuentra a la entrada de la ciudad, se distingue por su enorme torre de marcado con la palabra "Ijeván" en la parte superior. La fábrica de vino existe desde 1976, y es famosa por su vino granate. La ciudad tiene una estación de televisión local y sus propios periódicos. 
Sin embargo, las tasas de desempleo siguen en niveles muy altos.

## Educación y cultura
Desde 1994, una rama de la Universidad Estatal de Ereván se encuentra en la ciudad con aproximadamente 700 estudiantes que estudian matemáticas, física, lengua armenia y literatura, historia, pedagogía y psicología. Hay 6 escuelas para la educación pública y 3 jardines de infantes.
Ijeván ha utilizado, para organizar un simposio anual de la escultura entre 1985 y 1990, numerosos expertos y expertas de todo el mundo. Por lo tanto, Ijeván también se llama "La ciudad de las 100 esculturas". De hecho, hay 116 esculturas muy importantes en el centro de la ciudad.
El pequeño museo etnográfico de Ijeván se reabrió en 1999, mientras que la galería de arte se renovó en el 2003. La iglesia de Surb Hovhannes (San Juan) se encuentra en la parte sur de la ciudad. Hay otra iglesia construida y financiada por un benefactor armenio de Boston.

## Deportes
Ijeván cuenta con el Estadio Arnar, construido en 2007 que fue sede de la Copa Independencia de Armenia en 2008. El Bentonit Ijeván FC fue el único club de fútbol profesional en la ciudad, que se disolvió debido a dificultades financieras.  

## Ciudad hermanada
- Valence (Drôme), Francia.